# Pagan (rijk)

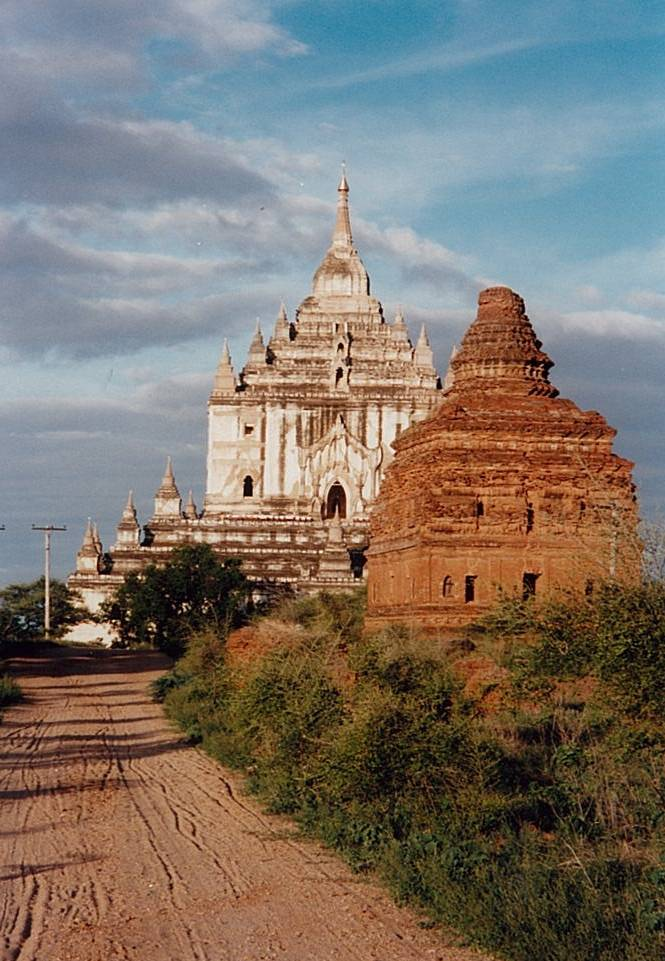
Tempelruïnes in Pagan

Pagan (ook wel Bagan genoemd) was een belangrijk koninkrijk in Myanmar. Het koninkrijk wordt ook het Eerste Birmaanse koninkrijk genoemd. De eerste koning, Anawrahta heerste van 1044 tot 1077.
Anawrahta werd bekeerd tot het Theravada Boeddhisme door een monnik. Na zijn bekering maakte hij een bedevaart naar Sri Lanka. Toen hij terugkwam bekeerde hij veel van zijn landgenoten. In 1287 werd het koninkrijk veroverd door de Mongolen.
Opmerking: niet verwarren met Pegu.